# Claude Vignon
Claude Vignon (Tours, 19 de maig de 1593- París, 10 de maig de 1670) fou un pintor, gravador i il·lustrador francès.